# James Roday Rodriguez
James David Rodríguez, artiestennaam James Roday Rodriguez, tot 2020 James Roday, (San Antonio (Texas), 4 april 1976) is een Amerikaans acteur. Hij speelt in onder meer de Amerikaanse televisieserie Psych.

## Werk
Roday Rodriguez heeft in verscheidene films gespeeld, waaronder The Three Sisters, Twelfth Night, A Respectable Wedding, Severity's Mistress en The Dukes of Hazzard. Grotere bekendheid verwierf hij met zijn rol in de comedyserie Psych van USA Network. Roday Rodriguez speelt hierin de rol van Shawn Spencer. Spencer is een adviseur voor de Santa Barbara Police Department. Hij weet met zijn 'verhoogde zintuiglijke waarneming' indrukwekkende bijdragen te leveren aan politie-onderzoeken.

## Filmografie
- Gamer (2009) - News Co-Host #1
- Beerfest (2006) - German Messenger
- Skinwalkers (2006) - Schrijver
- The Dukes of Hazzard (2005) - Billy Prickett
- Don't Come Knocking (2005) - Mickey
- Rolling Kansas (2003) - Dick Murphy
- Showtime (2002) - 'Maxis' Cameraman
- Repli-Kate (2002) - Max
- Thank Heaven (2001) - Receptionist
- Believe (2000) - Bruce Arm/Agent Johnny
- Coming Soon (1999) - Chad

## Televisieseries
- A Million Little Things (2018-) - Gary Mendez
- Psych (2006-2014) - Shawn Spencer